# 1129 (szám)
Az 1129 (római számmal: MCXXIX) az 1128 és 1130 között található természetes szám.

## A szám a matematikában
A tízes számrendszerbeli 1129-es a kettes számrendszerben 10001101001, a nyolcas számrendszerben 2151, a tizenhatos számrendszerben 469 alakban írható fel.
Az 1129 páratlan szám, prímszám. Kanonikus alakja 11291, normálalakban az 1,129 · 103 szorzattal írható fel. Két osztója van a természetes számok halmazán, ezek növekvő sorrendben: 1 és 1129.
Az 1129 negyven szám valódiosztó-összegeként áll elő, ezek közül legkisebb az 5615.

## Csillagászat
- 1129 Neujmina kisbolygó